# 존 오스본

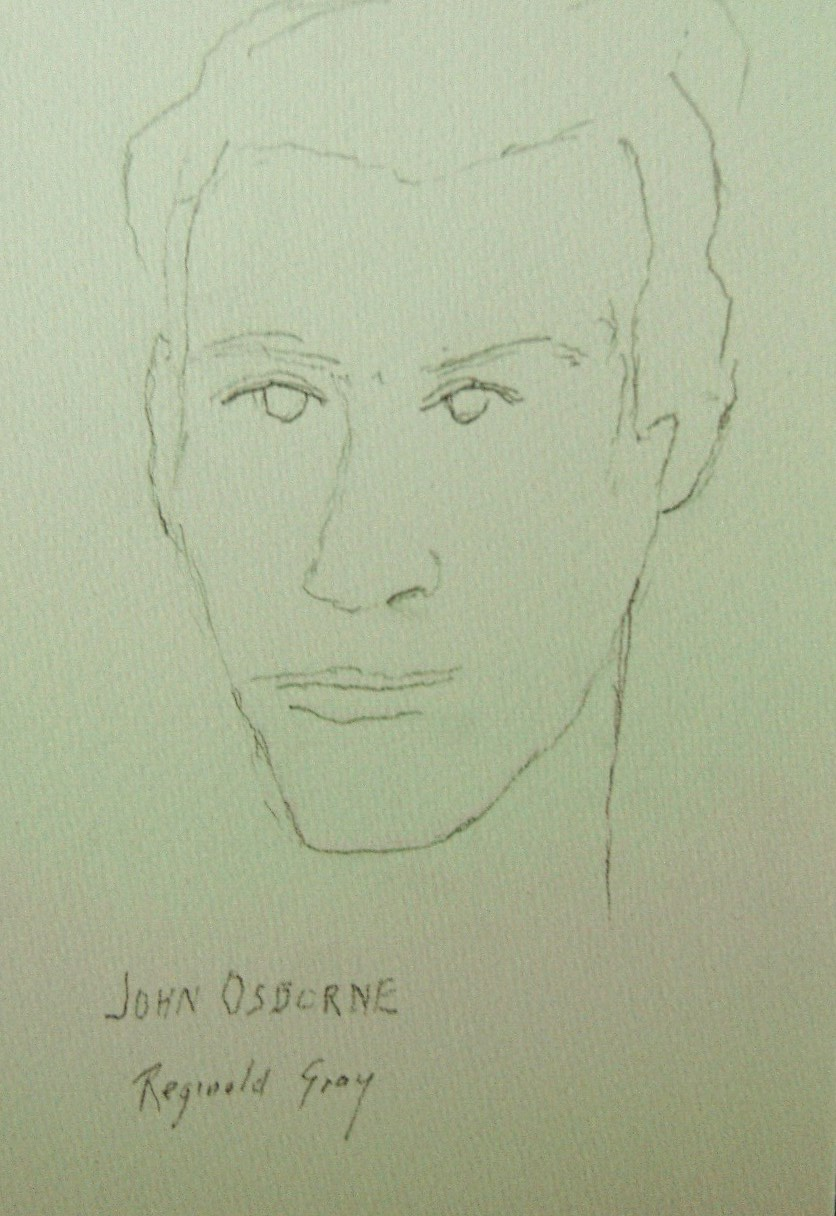
Osborne (1957)

존 제임스 오스본(John James Osborne, 1929년 12월 12일~ 1994년 12월 24일)은 영국의 극작가이다. 런던에서 태어났으며, 벨모스트 대학을 중퇴한 뒤 저널리스트와 배우생활을 하였다. 26살 때는 《성난 얼굴로 돌아보라》(1953년)로 정체된 극계에 선풍을 일으켰다. 그 자신은 앵그리 영맨의 선구적 대변자가 되었고, 쇼 이래로 최대의 충격파가 되었다. 이 극의 중요성은 형식보다는 내용, 인물 및 언어의 혁신성에 있다. 《연예인》(1957년)과 《폴슬리키의 세계》(1959년)의 공연에 실패한 뒤, 매우 사실에 입각하여 자료를 효과적으로 다룬 기교와 서사극 형식의 숙달로 성공을 거둔 《루터》(1961년)를 발표했다. 그 후 최대의 걸작 《인정받을 수 없는 증언》(1964년)과 《나를 위한 애국자》(1965년), 《현재의 시간》(1968년), 《암스테르담의 호텔》(1968년) 등이 있고 시나리오로 《톰 존스》(1964년)와 《경장 여단의 임무》(1968년)가 있다.

## 작품 세계
배우로서 극계에 발을 들여놓은 후 <성난 얼굴로 돌아보라>(1956)로 일약 각광을 받았을 뿐만 아니라 영국 연극의 새로운 시대를 열어놓았다. 이 작품이 성공한 이유는 고루하고 안이한 전후 영국 사회에 대한 하층계급의 분노를 주인공 지미 포터가 폭발시켜 준 데 있는데, 형식적인 새로움은 없지만 일상적인 언어를 그대로 사용하면서도 그 언어를 생생하고 통열한 웅변으로 쌓아올린 것은 일찍이 영국무대에서는 볼 수 없던 일이었다. 다음 작품 <연예인(演藝人)>(1957)은 뮤직홀과 그 연예인의 세계를 파헤친 작품으로, 로렌스 올리비에의 호연에도 불구하고 사실적인 내용과 브레히트식(式)의 비사실적인 구조와의 결합 실패로 성공을 거두지 못했다. 값싼 저널리즘의 그릇된 가치와 그 속의 속빈 인간들을 공격한 뮤지컬 <폴 슬릭키의 세계>(1959) 역시 실패를 했다. 그러나 브레히트류의 사극 <루터(Luther)>(1961)로 대표적인 작가로서의 명성을 되찾았다. 그 다음 그의 또 하나의 대표작이라 할 <허용될 수 없는 증언>(1964)은 지미처럼 생에 대한 환멸과 절망에서 자신을 파괴해 가는 바람둥이 변호사의 성격을 분석한 것으로, 단순한 항의를 넘어서서 작자의 철학의 확대를 보여주는 작품이다. 또 하나의 사극 <애국자>(1965)는 동성연애자인 한 스파이의 파멸을 다루고 있다. <현재>(1968)는 처음으로 여자를 주인공으로 한 작품으로, 역(役)의 성격은 <증언>의 주인공과 같지만 다만 그녀는 환상과 현실을 분명히 구별할 줄 알고 있다. <암스테르담의 호텔>(1968)은 <현재>보다 호평을 받았다. 1972년에 공연된 <초연감(超然感)>은 관객 개발을 위한 매우 실험적인 작품으로 그의 창조적인 에너지의 무궁함을 과시해 주고 있다.